# Satans-Röhrling
Der Satans-Röhrling (Rubroboletus satanas, Synonym: Boletus satanas), auch Satanspilz genannt, ist eine Pilzart aus der Familie der Dickröhrlingsverwandten (Boletaceae). Er ist ein Giftpilz.

## Merkmale

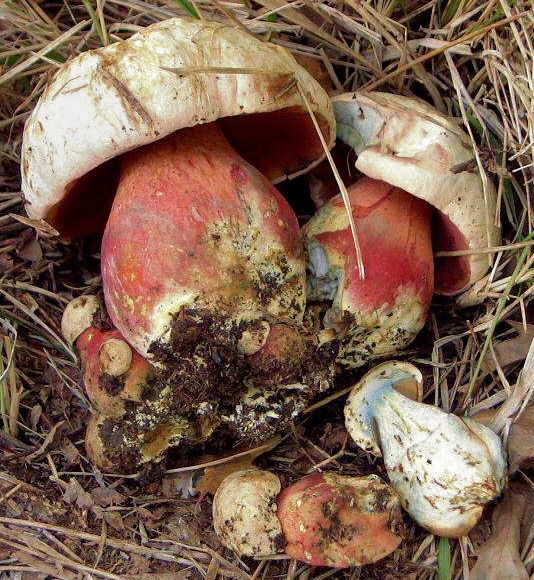
Gruppenfoto: Fruchtkörper in verschiedenen Altersstadien

Der kompakte Hut kann bis zu 35 cm breit werden. Zuerst halbkugelig, dann polsterförmig ausgebreitet, ist er im Alter unregelmäßig verbogen. Jung ist der Hut kalkweiß bis weißgrau, älter tendiert er mehr ins Ocker-, Lederfarbene und manchmal leicht ins Grünliche. Die Huthaut ist fein filzig-haarig bewachsen, verkahlt später und wird dann oft schwach klebrig-schmierig; sie blaut bei Berührung nicht. Die Röhren sind erst blassgelb und laufen schließlich grüngelb und schwach blaugrün an. Die Poren sind nur bei jungen Pilzen gelblich, aber sehr bald rötlich überhaucht und bereits vor der vollen Reife ganz rot. Der Stiel wird 5 bis 12 cm lang und ist dabei oft sehr knollig-bauchig (4 bis 10 cm); meist ist er breiter als lang und jung sogar fast kugelig. Er ist von einem deutlich roten Netz auf gelbem Grund überzogen, das zuletzt düster blutrot wird, engmaschig, sechseckig ist und manchmal bis zur gelblichen Basiszone reicht. Das Fleisch ist weißlich, gelb bis hellocker, wird bei Bruch nur mäßig blau und verfärbt sich sehr selten rötlich. Der Geruch ist jung schwach und wird erst später und nach längerem Liegen aasartig.

## Ökologie und Verbreitung
Der Satans-Röhrling kommt in der gesamten gemäßigten Zone vor, doch weist er in Europa eine deutlich südliche Verbreitung auf. Er wächst als Mykorrhizapilz in Laubwäldern, bevorzugt auf kalkhaltigen Böden, und erscheint dort etwa von Juni bis September.

## Artabgrenzung
Der Satans-Röhrling kann insbesondere mit anderen rotporigen Dickröhrlingen verwechselt werden. Der Blasshütige Purpur-Röhrling (R. rhodoxanthus) ist durch ein karminrotes Stielnetz und leuchtend gelbes, nur im Hut blauendes Fleisch gekennzeichnet. In höheren Lagen ist mit dem Weinroten Purpur-Röhrling (R. rubrosanguineus) ein weiterer Doppelgänger anzutreffen. Er besitzt in der Regel einen schmaleren Stiel und im Alter eine weinrote Hutfarbe. Auch der ungenießbare Schönfuß-Röhrling (Caloboletus calopus) kann dem Satans-Röhrling ähneln. Die Röhrenmündungen der Fruchtkörper sind jedoch bis auf die Varietät ruforubraporus gelb und nicht rot gefärbt.
Darüber hinaus halten Pilzsammler oft die essbaren Hexen-Röhrlinge wie zum Beispiel den Netzstieligen (Suillellus luridus) oder den Flockenstieligen Hexen-Röhrling (Neoboletus luridiformis) für den Satans-Röhrling. Diese bilden jedoch braunhütige Fruchtkörper aus, auch mit Oliv- oder Rottönen. Sie sind weniger massiv und dickfleischig und haben keinen so starken Farbkontrast zwischen blutroter Unterseite und bleichem Hut. Die Stieloberfläche unterscheidet sich ebenfalls. Sie ist beim Flockenstieligen Hexen-Röhrling netzlos, mit roten Flöckchen bedeckt, der Netzstielige hat ein deutlicheres, grobmaschigeres Stielnetz als der Satans-Röhrling, auf orangebraunem Grund. Darüber hinaus blaut ihr Fleisch bei Kontakt mit Luftsauerstoff schnell und deutlich.

## Giftigkeit
Der Satans-Röhrling ist giftig, er enthält das Glycoprotein Bolesatin, das schwere Magen- und Darmbeschwerden verursacht, insbesondere einen schnell einsetzenden Brechdurchfall. Tödliche Vergiftungen durch Röhrlinge sind nicht bekannt geworden.